# Raúl Gómez Ramírez
Raúl Gómez Ramírez (Ciudad de México, 13 de febrero de 1950 - 1 de febrero de 2025) fue un futbolista mexicano que jugaba en la posición de medio central o delantero. Un jugador muy hábil y con una gambeta excepcional. Jugó toda su carrera en el Club Deportivo Guadalajara, siendo más de 13 años en los que estuvo con la institución. Fue parte del triplete (Liga, Copa México y Campeón de Campeones) que cerró la etapa del Campeonísimo a fines de la década de los años 1960.
Llegó de once años a las fuerzas inferiores procedente del desaparecido Mulos del Oro, aunque en sus primeras temporadas como rojiblanco se coronó, posteriormente viviría de principio a fin la época más difícil en la historia del Club, la década de 1970, en la cual el Willy como era conocido, fue uno de los mayores símbolos chivas de aquellas llamadas Chivas Flacas y en donde el equipo rojiblanco se salvó del descenso en la temporada 1970-71.

## Selección mexicana
Con la Selección de fútbol de México jugó seis partidos, marcando en una ocasión. Su debut con el seleccionado fue el 8 de marzo de 1970, dos meses antes del inicio de la Copa Mundial Jules Rimet.

## Palmarés

### Títulos nacionales
| Título               | Equipo      | País   | Año     |
| -------------------- | ----------- | ------ | ------- |
| Primera División     | Guadalajara | México | 1969-70 |
| Copa México          | Guadalajara | México | 1969-70 |
| Campeón de Campeones | Guadalajara | México | 1969-70 |

### Distinciones individuales
| Distinción                        | Año     |
| --------------------------------- | ------- |
| Máximo goleador de la Copa México | 1969-70 |